# Velká Británie na Letních olympijských hrách 1912
Velkou Británii na Letních olympijských hrách v roce 1912 ve švédském Stockholmu reprezentovalo 274 sportovců (264 mužů a 10 žen) v 16 sportovních odvětvích.

## Medailová umístění
| Medaile | Jméno | Sport                | Disciplína                                     |
| ------- | --- | -------------------- | ---------------------------------------------- |
| Zlato   | Arnold Jackson | Atletika             | Muži běh na 1500 m                             |
| Zlato   | Willie Applegarth Victor d'Arcy David Jacobs Henry Macintosh | Atletika             | Muži štafeta 4 × 100 m                         |
| Zlato   | Arthur Berry Ronald Brebner Thomas Burn Joseph Dines Ted Hanney Gordon Hoare Arthur Knight Henry Littlewort Douglas McWhirter Ivan Sharpe Harold Stamper Harold Walden Vivian Woodward Gordon Wright | Fotbal               | Turnaj mužů                                    |
| Zlato   | William Kinnear | Veslování            | Muži skif                                      |
| Zlato   | Edgar Burgess Philip Fleming Stanley Garton James Angus Gillan Ewart Horsfall Alister Kirby Sidney Swann Henry Wells Leslie Wormwald | Veslování            | Muži osmiveslice                               |
| Zlato   | Edward Lessimore Robert Murray Joseph Pepé William Pimm | Sportovní střelba    | Družstvo mužů 50 m small-bore rifle            |
| Zlato   | Jennie Fletcher Belle Moore Annie Speirs Irene Steer | Plavání              | Ženy štafeta 4 × 100 m volný způsob            |
| Zlato   | Edith Hannamová | Tenis                | Ženy dvouhra v hale                            |
| Zlato   | Charles P. Dixon Edith Hannamová | Tenis                | Smíšená čtyřhra v hale                         |
| Zlato   | Isaac Bentham Charles Bugbee George Cornet Arthur Edwin Hill Paul Radmilovic Charles Sydney Smith George Wilkinson | Vodní pólo           | Turnaj mužů                                    |
| Stříbro | Ernest Webb | Atletika             | Muži chůze 10 km                               |
| Stříbro | Freddie Grubb | Cyklistika           | Muži silniční závod jednotlivců                |
| Stříbro | Freddie Grubb William Hammond Leonard Meredith Charles Moss | Cyklistika           | Družstvo mužů - hromadný start                 |
| Stříbro | Edgar Amphlett John Blake Percival Davson Arthur Everitt Martin Holt Sydney Martineau Robert Montgomerie Edgar Seligman | Šerm                 | Družstvo mužů kord                             |
| Stříbro | Julius Beresford Geoffrey Carr Bruce Logan Charles Rought Karl Vernon | Veslování            | Muži čtyřka s kormidelníkem                    |
| Stříbro | Robert Bourne Beaufort Burdekin William Fison Thomas Gillespie Charles Littlejohn William Parker Frederick Pitman John Walker Arthur Wiggins | Veslování            | Muži osmiveslice                               |
| Stříbro | William Milne | Sportovní střelba    | Muži 50 metrů libovolná malorážka 60 ran vleže |
| Stříbro | Henry Burr Arthur Fulton Harcourt Ommundsen Edward Parnell James Reid Edward Skilton | Sportovní střelba    | Družstvo mužů 300 m vojenská puška             |
| Stříbro | William Milne Joseph Pepé William Pimm William Styles | Sportovní střelba    | Družstvo mužů 25 m small-bore rifle            |
| Stříbro | John Butt William Grosvenor Charles Palmer Harold Humby Alexander Maunder George Whitaker | Sportovní střelba    | Družstvo mužů trap                             |
| Stříbro | Jack Hatfield | Plavání              | Muži 400 m volný způsob                        |
| Stříbro | Jack Hatfield | Plavání              | Muži 1500 m volný způsob                       |
| Stříbro | Charles P. Dixon | Tenis                | Muži dvouhra v hale                            |
| Stříbro | Helen Aitchisonová Herbert Barrett | Tenis                | Smíšená čtyřhra v hale                         |
| Stříbro | Walter Chaffe Joseph Dowler Frederick Humphreys Edwin Mills Alexander Munro John Sewell John Shepherd | Přetahování lanem    | Turnaj mužů                                    |
| Bronz   | Willie Applegarth | Atletika             | Muži běh na 200 m                              |
| Bronz   | George Hutson | Atletika             | Muži běh na 5000 m                             |
| Bronz   | Ernest Henley George Nicol Cyril Seedhouse James Soutter | Atletika             | Muži štafeta 4 × 400 m                         |
| Bronz   | Joe Cottrill George Hutson William Moore Edward Owen Cyril Porter | Atletika             | Družstvo mužů 3000 m                           |
| Bronz   | Ernest Glover Frederick Hibbins Thomas Humphreys | Atletika             | Družstvo mužů přespolní běh                    |
| Bronz   | Isabelle White | Skoky do vody        | Ženy věž 10 m                                  |
| Bronz   | Albert Betts William Cowhig Sidney Cross Harry Dickason Herbert Drury Bernard Franklin Leonard Hanson Samuel Hodgetts Charles Luck William MacKune Ronald McLean Alfred Messenger Henry Oberholzer Edward Pepper Edward Potts Reginald Potts George Ross Charles Simmons Arthur Southern William Titt Charles Vigurs Samuel Walker John Whitaker | Sportovní gymnastika | Družstvo mužů                                  |
| Bronz   | Charles Stewart | Sportovní střelba    | Muži 50 metrů libovolná pistole                |
| Bronz   | Hugh Durant Albert Kempster Horatio Poulter Charles Stewart | Sportovní střelba    | Družstvo mužů 30 m vojenská pistole            |
| Bronz   | Hugh Durant Albert Kempster Horatio Poulter Charles Stewart | Sportovní střelba    | Družstvo mužů 50 m libovolná pistole           |
| Bronz   | Harold Burt | Sportovní střelba    | Muži 50 m libovolná malorážka 60 ran vleže     |
| Bronz   | Percy Courtman | Plavání              | Muži 400 m prsa                                |
| Bronz   | Thomas Battersby William Foster Jack Hatfield Henry Taylor | Plavání              | Muži štafeta 4 × 200 m volný způsob            |
| Bronz   | Jennie Fletcher | Plavání              | Ženy 100 m volný způsob                        |
| Bronz   | Alfred Beamish Charles P. Dixon | Tenis                | Muži čtyřhra v hale                            |
| Bronz   | Mabel Partonová | Tenis                | Ženy dvouhra v hale                            |